# Tekstopisac
Tekstopisac je osoba koja sarađuje sa kompozitorom i, na osnovu harmonije, piše stihove koji se uklapaju u strukturu kompozicije. Tekstovi se moraju uklapati u ritam, kao i u pevačku liniju kompozicije. Pisanje teksta za pesmu je dosta komplikovaniji proces od stvaranja poezije, jer je lirski deo samo jedna komponenta teksta.
Stvaranje popularnih pesama podrazumeva rad na pisanju muzike i teksta. Ova zaduženja mogu biti raspodeljena na različite osobe – autora muzike (kompozitora) i autora teksta (tekstopisca), ali može ih obavljati jedna ista osoba i u tom slučaju se mogu koristiti termini „kompletan autorˮ ili  kantautor (eng. songwriter). Korak dalje u odnosu na “kompletnog autora” predstavlja autor koji je ujedno i izvođač sopstvenih pesama. u tom smislu u upotrebi je termin na engleskom jeziku: singer-songwriter. Ovaj termin se koristi za “umetnike koji i pišu i izvode sopstveni materijal, i koji su sposobni da nastupaju solo, uobičajeno na gitari ili klaviru." Međutim, pritisak muzičke industrije na proizvođenje popularnih hitova znači da pisanje pesama često jeste aktivnost za koju su zahtevi raspoređeni među brojnim učesnicima.
Posebnu kategoriju predstavlja rad tekstopisaca na prepevima koji su naročito bili popularni u periodu ranih šezdesetih godina 20 veka. Popularne pesme u ranim šezdesetim izvedene iz “italijanske kancone i/ili američkog džeza ili ranog roka, ali takođe, u kratkom periodu i meksičke muzike, koje su izvodili izvanredni izvođači i prve zvezde zabavne muzike (kao što su: Đorđe Marjanović, Lola Novaković, Nada Knežević, Beti Đorđević, Radojka Šverko, Majda Sepe, Vice Vukov, Miki Jevremović, Leo Maartin, Krunislav-Kićo Slabinac, Lado Leskovar, Bisera Veletanlić, Dalibor Brun, Duško Lokin, Ismera Krvavac, Ksenija Erker, kasnije Oliver Dragojević i mnogi drugi), slali su poruku blagostanja i prosperiteta zemlje, kao i visokog standarda u kreativnim procesima koje su negovali jugoslovenski autori pesama (kao što su: Bojan Adamič, Darko Kraljić, Đelo Jusić, Stipica Kalođera, Mojmir Sepe i mnogi drugi).ˮ
Đorđe Marijanović se upravo proslavio pesmama kao što su Da čekić imam ja iz 1964. godine (prepev pesme If I had a hammer /The hammer song/ Trinija Lopeza, 1963) ili pesme Natali iz 1965. godine (prepev istoimene pesme Žilbera Bekoa, 1964)... Najveći broj prepevanih pesama koje je izvodio Marjanović „bio je italijanskog porekla. To su popularne festivalske pesme čiji su autori Domeniko Modunjo (Domenico Modugno), Gvaltijero Malgoni (Gualtiero Malgoni), Adrijano Ćelentano (Adriano Celentano), Roko Granata (Rocco Granata) i drugi. U njegovoj interpretaciji u našoj sredini vrlo popularne postale su pesme kao što su „O kakv mesecˮ (orig.: Guarda Che Luna), „Lutkicaˮ (orig.: Bella pupa), „Prijatelji zdravoˮ (orig.: Ciao Ragazzi) i mnoge druge. (...) Đorđe je neke pesme koje je kasnije i sȃm prepevao čuo na Festivalu u Sanremu, koji je posetio nekoliko puta.ˮ Zatim, Đorđe Marjanović je „prepevao i francuske popularne pesme Žilbera Bekoa, kao i najpoznatiju francusku šansonu koju je u originalu izvodila Edit Pjaf „Milordˮ, koja mu je donela izuzetan uspeh. Prepevao ju je sȃm pevač, a objavljena je prvi put u njegovom izvođenju 1961. godine kao singl EP ploča. (...) Prema rečima Đorđevog sina, Marka Marjanovića, Edit Pjaf je rekla da je Đorđeva izvedba „Milordaˮ najbolja koju je čula.ˮ Osim italijanskih i francuskih popularnih pesama „Đorđe je tokom šezdesetih godina izveo i prepevao niz pesama anglosaksonskog porekla, uglavnom u rokenrol stilu, među kojima su najpoznatije postale: „O Kerolˮ (Oh Cerol), „Bang Bangˮ (Bang Bang), „Zbogom ljubaviˮ (Good Bye My Love) i „Meriˮ (Molly).
Među najpoznatije tekstopisce u ovdašnjem kontekstu ubrajaju se Duško Trifunović i Marina Tucaković koja je pisala tekstove za brojne izvođače i bendove, među kojima su Boris Novković, Marina Perazić, Piloti, Masimo Savić, Smak, Jadranka Stojaković,  Viktorija, Ana Stanić, treći album Yu grupe, deo tekstova za debi album grupe Bulevar, tekst za pesmu „Pitaju me, pitaju, oko mojeˮ Olivera Mandića tekstove za pesme sa singla „Sexy damaˮ Slađane Milošević. Za drugu solo ploču Željka Bebeka „Mene tjera neki vragˮ su tekstove pisale Marina Tucaković i Alka Vujica, dok su takođe za Bebekovu ploču „Niko više ne sanjaˮ uz njih tekstove pisali još i Arsen Dedić i Bora Đorđević, takođe za debi LP „Generacija petˮ deo tekstova su pisali Marina Tucaković i Bora Đorđević.
Među tekstopiscima za različite izvođače često se pojavljuju i imena Bore Đorđevića, Kornelija Kovača, Đorđa Balaševića, Arsena Dedića, Momčila Bajagića... Čak se i glumac Ljubiša Bačić pojavljuje kao tekstopisac za pesmu „A ja bez tebeˮ (objavljenu na Viktorijinom albumu „Ja verujemˮ, 1991) koju je napisao početkom 70-ih i posvetio Mileni Dravić.
Jedan od istaknutih stvaralaca popularne muzike Momčilo Bajagić Bajaga se u brojnim situacijama takođe našao i u ulozi tekstopisca. Pisao je tekstove za Čolićev CD „Okanoˮ (2000), zatim tekstove za grupu Bulevar, Slađani Milošević za pesme „Kairoˮ, „Klovn i smrtˮ i „Neko je tuˮ, a na ploči „Pesme sa autoputaˮ (1983) Biljane Petrović tekstove za „Čekajući taxiˮ, „Pesma sa autoputaˮ i „Nemoj da misliš da je ova pesma za tebeˮ. Pisao je tekstove i za pevačicu Lenu Kovačević, a sa Vukašinom Markovićem (Irie FM) je snimio pesmu „Ulice Beogradaˮ za koju je uradio tekst.

## Autorska prava
Autorska prava na tekst pesme ima tekstopisac u do njegove smrti, dok nasledinici imaju autorska prava do navršenih 70 godina od smrti tekstopisca.